# 76. podelitev oskarjev
29. februarja 2004 so v Kodak theatru v Hollywoodu podelili oskarje za leto 2003. Podelitev je že osmič povezoval ameriški komik Billy Crystal. Absolutni zamgovalec je postal tretji del trilogije Gospodar prstanov s podnaslovom Kraljeva vrnitev, ki je pobral 11 kipcev, torej vse, za katere je bil nominiran.
Za slovensko kinematografijo je pomembno, da je na tej podelitvi med nominiranci za najboljši kratki film nastopila tudi slovenska (ko)produkcija (A)torzija režiserja Štefana Arsenijeviča. Film je predtem prejel med drugim že zlatega medveda za najboljši kratki film na mednarodnem filmskem festivalu v Berlinu ter evropsko filmsko nagrado za najboljši kratki film leta. 

## Seznam nagrajencev
- film: - Gospodar prstanov: Kraljeva vrnitev, Barrie M. Osborne, Peter Jackson, Fran Walsh
- igralec v glavni vlogi: Sean Penn, Skrivnostna reka
- igralka v glavni vlogi: Charlize Theron, Pošast
- igralec v stranski vlogi: Tim Robbins, Skrivnostna reka
- igralka v stranski vlogi: Renée Zellweger, Mrzli vrh
- režija: Peter Jackson, Gospodar prstanov: Kraljeva vrnitev
- izvirni scenarij: Zgubljeno s prevodom, Sofia Coppola
- prirejeni scenarij: Gospodar prstanov: Kraljeva vrnitev, Fran Walsh, Philippa Boyens, Peter Jackson
- tujejezični film: Invazija barbarov, Denys Arcand, Kanada
- celovečerni animirani film: Iskanje malega Nema, Andrew Stanton
- celovečerni dokumentarec: The Fog of War, Errol Morris, Michael Williams
- kratki animirani film: Harvie Krumpet,  Adam Elliot
- kratki igrani film: Two Soldiers, Aaron Schneider, Andrew J. Sacks
- kratki dokumentarec: Chernobyl Heart Maryann DeLeo
- filmska glasba: Gospodar prstanov: Kraljeva vrnitev, Howard Shore
- filmska pesem: Into the West iz filma Gospodar prstanov: Kraljeva vrnitev, Fran Walsh, Howard Shore, Annie Lennox
- scenografija: Gospodar prstanov: Kraljeva vrnitev Grant Major, Dan Henna, Alan Lee
- kostumografija: Gospodar prstanov: Kraljeva vrnitev Ngila Dickson, Richard Taylor
- ličenje: Gospodar prstanov: Kraljeva vrnitev, Richard Taylor, Peter King
- kamera: Gospodar in poveljnik Russell Boyd
- montaža: Gospodar prstanov: Kraljeva vrnitev, Jamie Selkirk
- montaža zvoka: Gospodar in poveljnik, Richard King
- zvok: Gospodar prstanov: Kraljeva vrnitev, Christopher Boyes, Michael Semanick, Michael Hedges, Hammond Peek
- vizualni učinki Gospodar prstanov: Kraljeva vrnitev, Jim Rygiel, Joe Letteri, Randall William Cook, Alex Funke
- oskar za življenjsko delo: Blake Edwards